# Argirs
Els Argirs (grec medieval: Αργυροί, Argirí) foren una destacada família aristocràtica d'emperadors romans d'Orient documentada en les fonts entre mitjans del segle ix i el crepuscle de l'imperi al segle xv, encara que decaigueren a partir de mitjans del segle xi. Una branca de la nissaga fou coneguda com els Argiropuls.
Sembla que provenien de la província de Carsiànon, on tenien extenses terres. Així doncs, formaven part de l'aristocràcia militar terratinent d'Anatòlia (els dínats). De fet, en són un dels exemples més primerencs i característics, juntament amb els Ducas. La primera menció indiscutible de la família data de mitjans del segle ix, però els seus orígens es podrien remuntar a un cert patrici de nom Marià i el seu fill Eustaci, que foren capturats pels omeies el 740/741 i executats davant de la seva negativa a convertir-se a l'islam.
Començant pel mateix fundador de la família, Lleó Argir, la majoria dels seus primers membres eren oficials militars, incloent-hi Eustaci Argir i els seus fills Lleó i Potos, així com Basili Argir al segle xi. El germà de Basili, l'únic Argir de l'apogeu de la família que esdevingué funcionari, accedí al poder com a emperador Romà III Argir (r. 1028-1034). Entraren en declivi en l'era dels Comnens. Els Argirs i Argiropuls tardans eren majoritàriament terratinents o intel·lectuals, com ara l'astrònom Isaac Argir, l'humanista Joan Argiropul i el diplomàtic otomà Argiropulos Efendi.